# 拉昂 (地区)
拉昂，或按其作为拉昂的形容词形式的名称音译作拉努瓦、拉昂努瓦、朗努瓦（法語發音：[la.nwa] 或 [lɑ̃.nwa]），是法国埃纳省一个小型传统地区，以瓦兹河、艾萊特河和埃纳河为界，中心城镇为拉昂。该地区源自授予了拉昂管区的高卢罗马帕古斯“Laudunensis”，与苏瓦松地区相邻。 
贵妇小径位于该地。